# Levan Aroshidze
Levan Aroshidze   (Tbilisi, 9 de juliol de 1985) és un jugador d'escacs georgià, que té el títol de Gran Mestre des de 2006. Actualment viu a Catalunya, i representa internacionalment la Federació Espanyola d'Escacs. Forma part del Club Escacs Olot.
A la llista d'Elo de la FIDE del novembre de 2022, hi tenia un Elo de 2522 punts, cosa que en feia el jugador número 17 (en actiu) de l'estat espanyol. El seu màxim Elo va ser de 2582 punts, a la llista de maig de 2012 (posició 297 al rànquing mundial).

## Resultats destacats en competició
El 2004 va guanyar la medalla de bronze al Campionat del Món Universitari celebrat a Istanbul.
El 2007 fou subcampió del 33è Obert Ciutat de Badalona (el campió fou Aleksandr Dèltxev). L'agost de 2007 fou campió de l'Obert de Banyoles amb 7 punts de 9, els mateixos que Víktor Moskalenko, Renier González, Mihail Marin i José González García. El juliol de 2008 fou subcampió a l'Obert Vila de Benasc a mig punt del campió Julio Granda Zúñiga. El 2010 fou segon a l'onzè Obert Internacional d'Escacs de Figueres Miquel Mas (el campió fou Lelys Stanley Martínez), i l'any següent repetí el mateix resultat, al XII obert, aquest cop rere Vishnu Prasanna.
El juliol del 2011 fou campió del XXXIV Obert de Barberà amb 7½ punts de 9, mig punt més que el búlgar Kiril Gueorguiev, i també el mateix mes fou campió de l'Obert de Sant Martí amb 7 punts, empatat amb Yusnel Bacallao i Manuel León Hoyos.
El 2012 a la XXIXa edició de l'Obert Internacional d'escacs actius Ciutat de Manresa hi fou tercer (el campió fou José Carlos Ibarra).
El 2012 va guanyar la 13a edició de l'Obert Internacional d'Escacs Ciutat d'Olot amb 7.5/8 punts, empatat amb Jorge A. González Rodríguez, i el juliol de 2013 tornà a guanyar l'Obert Ciutat d'Olot. El 2013 va guanyar el torneig d'actius jugat a Banyoles i que formava part del Circuit Gironí d'Escacs Actius
L'agost de 2015 fou subcampió de l'Obert de Figueres amb 7 punts de 9, empatat amb el GM Axel Bachmann però amb pitjor desempat. El setembre de 2015 fou campió de l'Obert de Sabadell.
L'agost de 2018 empatà al primer lloc al Campió d'Espanya absolut a Linares, amb 7 punts, essent superat al desempat pel campió Salvador del Río Angelis, per Pepe Cuenca, i per Hipòlit Asis.
El juliol de 2019 fou tercer al XIX Obert Internacional d'Olot, mig per sota del campió, Pere Garriga i empatat amb Viktor Moskalenko.
El novembre de 2022 es va proclamar campió de Catalunya absolut, a Lloret de Mar, per damunt d'Àlvar Alonso.

## Partides notables
|   | a | b | c | d | e | f | g | h |   |
| 8 | a7 negres peó · b7 negres peó · f7 negres rei · g7 negres peó · f6 negres peó · d5 negres alfil · e5 negres torre · f5 blanques peó · f4 blanques torre · h4 blanques peó · b3 blanques peó · c3 negres torre · g3 blanques cavall · a2 blanques peó · e2 blanques torre · f2 blanques rei | a7 negres peó · b7 negres peó · f7 negres rei · g7 negres peó · f6 negres peó · d5 negres alfil · e5 negres torre · f5 blanques peó · f4 blanques torre · h4 blanques peó · b3 blanques peó · c3 negres torre · g3 blanques cavall · a2 blanques peó · e2 blanques torre · f2 blanques rei | a7 negres peó · b7 negres peó · f7 negres rei · g7 negres peó · f6 negres peó · d5 negres alfil · e5 negres torre · f5 blanques peó · f4 blanques torre · h4 blanques peó · b3 blanques peó · c3 negres torre · g3 blanques cavall · a2 blanques peó · e2 blanques torre · f2 blanques rei | a7 negres peó · b7 negres peó · f7 negres rei · g7 negres peó · f6 negres peó · d5 negres alfil · e5 negres torre · f5 blanques peó · f4 blanques torre · h4 blanques peó · b3 blanques peó · c3 negres torre · g3 blanques cavall · a2 blanques peó · e2 blanques torre · f2 blanques rei | a7 negres peó · b7 negres peó · f7 negres rei · g7 negres peó · f6 negres peó · d5 negres alfil · e5 negres torre · f5 blanques peó · f4 blanques torre · h4 blanques peó · b3 blanques peó · c3 negres torre · g3 blanques cavall · a2 blanques peó · e2 blanques torre · f2 blanques rei | a7 negres peó · b7 negres peó · f7 negres rei · g7 negres peó · f6 negres peó · d5 negres alfil · e5 negres torre · f5 blanques peó · f4 blanques torre · h4 blanques peó · b3 blanques peó · c3 negres torre · g3 blanques cavall · a2 blanques peó · e2 blanques torre · f2 blanques rei | a7 negres peó · b7 negres peó · f7 negres rei · g7 negres peó · f6 negres peó · d5 negres alfil · e5 negres torre · f5 blanques peó · f4 blanques torre · h4 blanques peó · b3 blanques peó · c3 negres torre · g3 blanques cavall · a2 blanques peó · e2 blanques torre · f2 blanques rei | a7 negres peó · b7 negres peó · f7 negres rei · g7 negres peó · f6 negres peó · d5 negres alfil · e5 negres torre · f5 blanques peó · f4 blanques torre · h4 blanques peó · b3 blanques peó · c3 negres torre · g3 blanques cavall · a2 blanques peó · e2 blanques torre · f2 blanques rei | 8 |
| 7 | a7 negres peó · b7 negres peó · f7 negres rei · g7 negres peó · f6 negres peó · d5 negres alfil · e5 negres torre · f5 blanques peó · f4 blanques torre · h4 blanques peó · b3 blanques peó · c3 negres torre · g3 blanques cavall · a2 blanques peó · e2 blanques torre · f2 blanques rei | a7 negres peó · b7 negres peó · f7 negres rei · g7 negres peó · f6 negres peó · d5 negres alfil · e5 negres torre · f5 blanques peó · f4 blanques torre · h4 blanques peó · b3 blanques peó · c3 negres torre · g3 blanques cavall · a2 blanques peó · e2 blanques torre · f2 blanques rei | a7 negres peó · b7 negres peó · f7 negres rei · g7 negres peó · f6 negres peó · d5 negres alfil · e5 negres torre · f5 blanques peó · f4 blanques torre · h4 blanques peó · b3 blanques peó · c3 negres torre · g3 blanques cavall · a2 blanques peó · e2 blanques torre · f2 blanques rei | a7 negres peó · b7 negres peó · f7 negres rei · g7 negres peó · f6 negres peó · d5 negres alfil · e5 negres torre · f5 blanques peó · f4 blanques torre · h4 blanques peó · b3 blanques peó · c3 negres torre · g3 blanques cavall · a2 blanques peó · e2 blanques torre · f2 blanques rei | a7 negres peó · b7 negres peó · f7 negres rei · g7 negres peó · f6 negres peó · d5 negres alfil · e5 negres torre · f5 blanques peó · f4 blanques torre · h4 blanques peó · b3 blanques peó · c3 negres torre · g3 blanques cavall · a2 blanques peó · e2 blanques torre · f2 blanques rei | a7 negres peó · b7 negres peó · f7 negres rei · g7 negres peó · f6 negres peó · d5 negres alfil · e5 negres torre · f5 blanques peó · f4 blanques torre · h4 blanques peó · b3 blanques peó · c3 negres torre · g3 blanques cavall · a2 blanques peó · e2 blanques torre · f2 blanques rei | a7 negres peó · b7 negres peó · f7 negres rei · g7 negres peó · f6 negres peó · d5 negres alfil · e5 negres torre · f5 blanques peó · f4 blanques torre · h4 blanques peó · b3 blanques peó · c3 negres torre · g3 blanques cavall · a2 blanques peó · e2 blanques torre · f2 blanques rei | a7 negres peó · b7 negres peó · f7 negres rei · g7 negres peó · f6 negres peó · d5 negres alfil · e5 negres torre · f5 blanques peó · f4 blanques torre · h4 blanques peó · b3 blanques peó · c3 negres torre · g3 blanques cavall · a2 blanques peó · e2 blanques torre · f2 blanques rei | 7 |
| 6 | a7 negres peó · b7 negres peó · f7 negres rei · g7 negres peó · f6 negres peó · d5 negres alfil · e5 negres torre · f5 blanques peó · f4 blanques torre · h4 blanques peó · b3 blanques peó · c3 negres torre · g3 blanques cavall · a2 blanques peó · e2 blanques torre · f2 blanques rei | a7 negres peó · b7 negres peó · f7 negres rei · g7 negres peó · f6 negres peó · d5 negres alfil · e5 negres torre · f5 blanques peó · f4 blanques torre · h4 blanques peó · b3 blanques peó · c3 negres torre · g3 blanques cavall · a2 blanques peó · e2 blanques torre · f2 blanques rei | a7 negres peó · b7 negres peó · f7 negres rei · g7 negres peó · f6 negres peó · d5 negres alfil · e5 negres torre · f5 blanques peó · f4 blanques torre · h4 blanques peó · b3 blanques peó · c3 negres torre · g3 blanques cavall · a2 blanques peó · e2 blanques torre · f2 blanques rei | a7 negres peó · b7 negres peó · f7 negres rei · g7 negres peó · f6 negres peó · d5 negres alfil · e5 negres torre · f5 blanques peó · f4 blanques torre · h4 blanques peó · b3 blanques peó · c3 negres torre · g3 blanques cavall · a2 blanques peó · e2 blanques torre · f2 blanques rei | a7 negres peó · b7 negres peó · f7 negres rei · g7 negres peó · f6 negres peó · d5 negres alfil · e5 negres torre · f5 blanques peó · f4 blanques torre · h4 blanques peó · b3 blanques peó · c3 negres torre · g3 blanques cavall · a2 blanques peó · e2 blanques torre · f2 blanques rei | a7 negres peó · b7 negres peó · f7 negres rei · g7 negres peó · f6 negres peó · d5 negres alfil · e5 negres torre · f5 blanques peó · f4 blanques torre · h4 blanques peó · b3 blanques peó · c3 negres torre · g3 blanques cavall · a2 blanques peó · e2 blanques torre · f2 blanques rei | a7 negres peó · b7 negres peó · f7 negres rei · g7 negres peó · f6 negres peó · d5 negres alfil · e5 negres torre · f5 blanques peó · f4 blanques torre · h4 blanques peó · b3 blanques peó · c3 negres torre · g3 blanques cavall · a2 blanques peó · e2 blanques torre · f2 blanques rei | a7 negres peó · b7 negres peó · f7 negres rei · g7 negres peó · f6 negres peó · d5 negres alfil · e5 negres torre · f5 blanques peó · f4 blanques torre · h4 blanques peó · b3 blanques peó · c3 negres torre · g3 blanques cavall · a2 blanques peó · e2 blanques torre · f2 blanques rei | 6 |
| 5 | a7 negres peó · b7 negres peó · f7 negres rei · g7 negres peó · f6 negres peó · d5 negres alfil · e5 negres torre · f5 blanques peó · f4 blanques torre · h4 blanques peó · b3 blanques peó · c3 negres torre · g3 blanques cavall · a2 blanques peó · e2 blanques torre · f2 blanques rei | a7 negres peó · b7 negres peó · f7 negres rei · g7 negres peó · f6 negres peó · d5 negres alfil · e5 negres torre · f5 blanques peó · f4 blanques torre · h4 blanques peó · b3 blanques peó · c3 negres torre · g3 blanques cavall · a2 blanques peó · e2 blanques torre · f2 blanques rei | a7 negres peó · b7 negres peó · f7 negres rei · g7 negres peó · f6 negres peó · d5 negres alfil · e5 negres torre · f5 blanques peó · f4 blanques torre · h4 blanques peó · b3 blanques peó · c3 negres torre · g3 blanques cavall · a2 blanques peó · e2 blanques torre · f2 blanques rei | a7 negres peó · b7 negres peó · f7 negres rei · g7 negres peó · f6 negres peó · d5 negres alfil · e5 negres torre · f5 blanques peó · f4 blanques torre · h4 blanques peó · b3 blanques peó · c3 negres torre · g3 blanques cavall · a2 blanques peó · e2 blanques torre · f2 blanques rei | a7 negres peó · b7 negres peó · f7 negres rei · g7 negres peó · f6 negres peó · d5 negres alfil · e5 negres torre · f5 blanques peó · f4 blanques torre · h4 blanques peó · b3 blanques peó · c3 negres torre · g3 blanques cavall · a2 blanques peó · e2 blanques torre · f2 blanques rei | a7 negres peó · b7 negres peó · f7 negres rei · g7 negres peó · f6 negres peó · d5 negres alfil · e5 negres torre · f5 blanques peó · f4 blanques torre · h4 blanques peó · b3 blanques peó · c3 negres torre · g3 blanques cavall · a2 blanques peó · e2 blanques torre · f2 blanques rei | a7 negres peó · b7 negres peó · f7 negres rei · g7 negres peó · f6 negres peó · d5 negres alfil · e5 negres torre · f5 blanques peó · f4 blanques torre · h4 blanques peó · b3 blanques peó · c3 negres torre · g3 blanques cavall · a2 blanques peó · e2 blanques torre · f2 blanques rei | a7 negres peó · b7 negres peó · f7 negres rei · g7 negres peó · f6 negres peó · d5 negres alfil · e5 negres torre · f5 blanques peó · f4 blanques torre · h4 blanques peó · b3 blanques peó · c3 negres torre · g3 blanques cavall · a2 blanques peó · e2 blanques torre · f2 blanques rei | 5 |
| 4 | a7 negres peó · b7 negres peó · f7 negres rei · g7 negres peó · f6 negres peó · d5 negres alfil · e5 negres torre · f5 blanques peó · f4 blanques torre · h4 blanques peó · b3 blanques peó · c3 negres torre · g3 blanques cavall · a2 blanques peó · e2 blanques torre · f2 blanques rei | a7 negres peó · b7 negres peó · f7 negres rei · g7 negres peó · f6 negres peó · d5 negres alfil · e5 negres torre · f5 blanques peó · f4 blanques torre · h4 blanques peó · b3 blanques peó · c3 negres torre · g3 blanques cavall · a2 blanques peó · e2 blanques torre · f2 blanques rei | a7 negres peó · b7 negres peó · f7 negres rei · g7 negres peó · f6 negres peó · d5 negres alfil · e5 negres torre · f5 blanques peó · f4 blanques torre · h4 blanques peó · b3 blanques peó · c3 negres torre · g3 blanques cavall · a2 blanques peó · e2 blanques torre · f2 blanques rei | a7 negres peó · b7 negres peó · f7 negres rei · g7 negres peó · f6 negres peó · d5 negres alfil · e5 negres torre · f5 blanques peó · f4 blanques torre · h4 blanques peó · b3 blanques peó · c3 negres torre · g3 blanques cavall · a2 blanques peó · e2 blanques torre · f2 blanques rei | a7 negres peó · b7 negres peó · f7 negres rei · g7 negres peó · f6 negres peó · d5 negres alfil · e5 negres torre · f5 blanques peó · f4 blanques torre · h4 blanques peó · b3 blanques peó · c3 negres torre · g3 blanques cavall · a2 blanques peó · e2 blanques torre · f2 blanques rei | a7 negres peó · b7 negres peó · f7 negres rei · g7 negres peó · f6 negres peó · d5 negres alfil · e5 negres torre · f5 blanques peó · f4 blanques torre · h4 blanques peó · b3 blanques peó · c3 negres torre · g3 blanques cavall · a2 blanques peó · e2 blanques torre · f2 blanques rei | a7 negres peó · b7 negres peó · f7 negres rei · g7 negres peó · f6 negres peó · d5 negres alfil · e5 negres torre · f5 blanques peó · f4 blanques torre · h4 blanques peó · b3 blanques peó · c3 negres torre · g3 blanques cavall · a2 blanques peó · e2 blanques torre · f2 blanques rei | a7 negres peó · b7 negres peó · f7 negres rei · g7 negres peó · f6 negres peó · d5 negres alfil · e5 negres torre · f5 blanques peó · f4 blanques torre · h4 blanques peó · b3 blanques peó · c3 negres torre · g3 blanques cavall · a2 blanques peó · e2 blanques torre · f2 blanques rei | 4 |
| 3 | a7 negres peó · b7 negres peó · f7 negres rei · g7 negres peó · f6 negres peó · d5 negres alfil · e5 negres torre · f5 blanques peó · f4 blanques torre · h4 blanques peó · b3 blanques peó · c3 negres torre · g3 blanques cavall · a2 blanques peó · e2 blanques torre · f2 blanques rei | a7 negres peó · b7 negres peó · f7 negres rei · g7 negres peó · f6 negres peó · d5 negres alfil · e5 negres torre · f5 blanques peó · f4 blanques torre · h4 blanques peó · b3 blanques peó · c3 negres torre · g3 blanques cavall · a2 blanques peó · e2 blanques torre · f2 blanques rei | a7 negres peó · b7 negres peó · f7 negres rei · g7 negres peó · f6 negres peó · d5 negres alfil · e5 negres torre · f5 blanques peó · f4 blanques torre · h4 blanques peó · b3 blanques peó · c3 negres torre · g3 blanques cavall · a2 blanques peó · e2 blanques torre · f2 blanques rei | a7 negres peó · b7 negres peó · f7 negres rei · g7 negres peó · f6 negres peó · d5 negres alfil · e5 negres torre · f5 blanques peó · f4 blanques torre · h4 blanques peó · b3 blanques peó · c3 negres torre · g3 blanques cavall · a2 blanques peó · e2 blanques torre · f2 blanques rei | a7 negres peó · b7 negres peó · f7 negres rei · g7 negres peó · f6 negres peó · d5 negres alfil · e5 negres torre · f5 blanques peó · f4 blanques torre · h4 blanques peó · b3 blanques peó · c3 negres torre · g3 blanques cavall · a2 blanques peó · e2 blanques torre · f2 blanques rei | a7 negres peó · b7 negres peó · f7 negres rei · g7 negres peó · f6 negres peó · d5 negres alfil · e5 negres torre · f5 blanques peó · f4 blanques torre · h4 blanques peó · b3 blanques peó · c3 negres torre · g3 blanques cavall · a2 blanques peó · e2 blanques torre · f2 blanques rei | a7 negres peó · b7 negres peó · f7 negres rei · g7 negres peó · f6 negres peó · d5 negres alfil · e5 negres torre · f5 blanques peó · f4 blanques torre · h4 blanques peó · b3 blanques peó · c3 negres torre · g3 blanques cavall · a2 blanques peó · e2 blanques torre · f2 blanques rei | a7 negres peó · b7 negres peó · f7 negres rei · g7 negres peó · f6 negres peó · d5 negres alfil · e5 negres torre · f5 blanques peó · f4 blanques torre · h4 blanques peó · b3 blanques peó · c3 negres torre · g3 blanques cavall · a2 blanques peó · e2 blanques torre · f2 blanques rei | 3 |
| 2 | a7 negres peó · b7 negres peó · f7 negres rei · g7 negres peó · f6 negres peó · d5 negres alfil · e5 negres torre · f5 blanques peó · f4 blanques torre · h4 blanques peó · b3 blanques peó · c3 negres torre · g3 blanques cavall · a2 blanques peó · e2 blanques torre · f2 blanques rei | a7 negres peó · b7 negres peó · f7 negres rei · g7 negres peó · f6 negres peó · d5 negres alfil · e5 negres torre · f5 blanques peó · f4 blanques torre · h4 blanques peó · b3 blanques peó · c3 negres torre · g3 blanques cavall · a2 blanques peó · e2 blanques torre · f2 blanques rei | a7 negres peó · b7 negres peó · f7 negres rei · g7 negres peó · f6 negres peó · d5 negres alfil · e5 negres torre · f5 blanques peó · f4 blanques torre · h4 blanques peó · b3 blanques peó · c3 negres torre · g3 blanques cavall · a2 blanques peó · e2 blanques torre · f2 blanques rei | a7 negres peó · b7 negres peó · f7 negres rei · g7 negres peó · f6 negres peó · d5 negres alfil · e5 negres torre · f5 blanques peó · f4 blanques torre · h4 blanques peó · b3 blanques peó · c3 negres torre · g3 blanques cavall · a2 blanques peó · e2 blanques torre · f2 blanques rei | a7 negres peó · b7 negres peó · f7 negres rei · g7 negres peó · f6 negres peó · d5 negres alfil · e5 negres torre · f5 blanques peó · f4 blanques torre · h4 blanques peó · b3 blanques peó · c3 negres torre · g3 blanques cavall · a2 blanques peó · e2 blanques torre · f2 blanques rei | a7 negres peó · b7 negres peó · f7 negres rei · g7 negres peó · f6 negres peó · d5 negres alfil · e5 negres torre · f5 blanques peó · f4 blanques torre · h4 blanques peó · b3 blanques peó · c3 negres torre · g3 blanques cavall · a2 blanques peó · e2 blanques torre · f2 blanques rei | a7 negres peó · b7 negres peó · f7 negres rei · g7 negres peó · f6 negres peó · d5 negres alfil · e5 negres torre · f5 blanques peó · f4 blanques torre · h4 blanques peó · b3 blanques peó · c3 negres torre · g3 blanques cavall · a2 blanques peó · e2 blanques torre · f2 blanques rei | a7 negres peó · b7 negres peó · f7 negres rei · g7 negres peó · f6 negres peó · d5 negres alfil · e5 negres torre · f5 blanques peó · f4 blanques torre · h4 blanques peó · b3 blanques peó · c3 negres torre · g3 blanques cavall · a2 blanques peó · e2 blanques torre · f2 blanques rei | 2 |
| 1 | a7 negres peó · b7 negres peó · f7 negres rei · g7 negres peó · f6 negres peó · d5 negres alfil · e5 negres torre · f5 blanques peó · f4 blanques torre · h4 blanques peó · b3 blanques peó · c3 negres torre · g3 blanques cavall · a2 blanques peó · e2 blanques torre · f2 blanques rei | a7 negres peó · b7 negres peó · f7 negres rei · g7 negres peó · f6 negres peó · d5 negres alfil · e5 negres torre · f5 blanques peó · f4 blanques torre · h4 blanques peó · b3 blanques peó · c3 negres torre · g3 blanques cavall · a2 blanques peó · e2 blanques torre · f2 blanques rei | a7 negres peó · b7 negres peó · f7 negres rei · g7 negres peó · f6 negres peó · d5 negres alfil · e5 negres torre · f5 blanques peó · f4 blanques torre · h4 blanques peó · b3 blanques peó · c3 negres torre · g3 blanques cavall · a2 blanques peó · e2 blanques torre · f2 blanques rei | a7 negres peó · b7 negres peó · f7 negres rei · g7 negres peó · f6 negres peó · d5 negres alfil · e5 negres torre · f5 blanques peó · f4 blanques torre · h4 blanques peó · b3 blanques peó · c3 negres torre · g3 blanques cavall · a2 blanques peó · e2 blanques torre · f2 blanques rei | a7 negres peó · b7 negres peó · f7 negres rei · g7 negres peó · f6 negres peó · d5 negres alfil · e5 negres torre · f5 blanques peó · f4 blanques torre · h4 blanques peó · b3 blanques peó · c3 negres torre · g3 blanques cavall · a2 blanques peó · e2 blanques torre · f2 blanques rei | a7 negres peó · b7 negres peó · f7 negres rei · g7 negres peó · f6 negres peó · d5 negres alfil · e5 negres torre · f5 blanques peó · f4 blanques torre · h4 blanques peó · b3 blanques peó · c3 negres torre · g3 blanques cavall · a2 blanques peó · e2 blanques torre · f2 blanques rei | a7 negres peó · b7 negres peó · f7 negres rei · g7 negres peó · f6 negres peó · d5 negres alfil · e5 negres torre · f5 blanques peó · f4 blanques torre · h4 blanques peó · b3 blanques peó · c3 negres torre · g3 blanques cavall · a2 blanques peó · e2 blanques torre · f2 blanques rei | a7 negres peó · b7 negres peó · f7 negres rei · g7 negres peó · f6 negres peó · d5 negres alfil · e5 negres torre · f5 blanques peó · f4 blanques torre · h4 blanques peó · b3 blanques peó · c3 negres torre · g3 blanques cavall · a2 blanques peó · e2 blanques torre · f2 blanques rei | 1 |
|   | a | b | c | d | e | f | g | h |   |

Ivan Sokolov vs. Levan Aroshidze, Casino Barcelona Masters 2012.
1. d4 Cf6 2. c4 e6 3. Cc3 Ab4 4. e3 O-O 5. Ad3 d5 6. cxd5 exd5 7. Cge2 Te8 8. Ad2 Ad6 9. Tc1 c6 10. O-O Cg4 11. g3 Cf6 12. f3 Cbd7 13. g4 c5 14. De1 cxd4 15. exd4 Cb6 16. Dh4 h6 17. b3 Ad7 18. Rh1 Ch7 19. Df2 Cg5 20. Rg2 Ce6 21. f4 Ac6 22. g5 Aa3 23. Tcd1 Cc5 24. Ab1 Ce4 25. Axe4 dxe4 26. Ae3 Dd6 27. gxh6 Dxh6 28. f5 Dh5 29. d5 Ad7 30. Cg3 Dg4 31. h3 Dh4 32. Td4 Ac5 33. Txe4 Axe3 34. Txh4 Axf2 35. Txf2 Cxd5 36. Cxd5 Ac6 37. Rf1 Axd5 38. Tg4 Tac8 39. Td2 Te5 40. Rf2 Tc3 41. Tf4 f6 42. h4 Rf7 43. Te2 Txg3 0-1